# Vidáts Csaba
Vidáts Csaba (Szőny, 1947. november 22. –)  olimpiai ezüstérmes labdarúgó, fedezet, beállós.

## Pályafutása

### Klubcsapatban
1960-ban szülővárosában, a szőnyi Olajmunkás csapatában kezdte a labdarúgást. 1962 és 1963 között Tatabányán, 1964-ben Szolnokon játszott. 1965-ben igazolta le a Vasas és itt lett élvonalbeli labdarúgó. Angyalföldön egybajnoki ezüst- és két bronzérmet szerzett. 1970-ben közép-európai kupagyőztes, 1973-ban MNK győztes lett a csapattal. 1976-ig összesen 198 bajnoki mérkőzésen szerepelt és 36 gólt szerzett. 1977-ben, Ózdon hagyta abba az aktív labdarúgást.

### A válogatottban
1970 és 1974 között 22 alkalommal szerepelt a válogatottban és 4 gólt szerzett. Tagja volt az 1972-es Európa-bajnoki 4. helyezett válogatott keretnek, de mérkőzésen nem lépett pályára. Ugyanebben az évben a müncheni olimpián ezüstérmet szerzett a csapattal.

## Sikerei, díjai
- Olimpia
  - ezüstérem: 1972, München
- Magyar bajnokság
  - 2.: 1970-71
  - 3.: 1968, 1972-73
- Magyar Népköztársasági Kupa (MNK)
  - győztes: 1973
- Bajnokcsapatok Európa-kupája (BEK)
  - negyeddöntős: 1967-68
- Közép-európai Kupa (KK)
  - győztes: 1970

## Statisztika

### Mérkőzései a válogatottban
| Magyarország | Magyarország         | Magyarország                            | Magyarország  | Magyarország | Magyarország | Magyarország        | Magyarország | Magyarország |
| #            | Dátum                | Helyszín                                | Hazai         | Eredmény     | Vendég       | Kiírás              | Gólok        | Esemény      |
| ------------ | -------------------- | --------------------------------------- | ------------- | ------------ | ------------ | ------------------- | ------------ | ------------ |
| 1.           | 1970. április 12.    | Belgrád, JNA stadion                    | Jugoszlávia   | 2 – 2        | Magyarország | barátságos          | -            |              |
| 2.           | 1970. szeptember 27. | Budapest, Népstadion                    | Magyarország  | 1 – 1        | Ausztria     | barátságos          | 1            | 13'          |
| 3.           | 1970. október 7.     | Oslo, Ullevaal Stadion                  | Norvégia      | 1 – 3        | Magyarország | Eb-selejtező        | -            |              |
| 4.           | 1970. november 15.   | Bázel, St. Jakob stadion                | Svájc         | 0 – 1        | Magyarország | barátságos          | -            | 46'          |
| 5.           | 1971. április 4.     | Bécs, Práter-stadion                    | Ausztria      | 0 – 2        | Magyarország | barátságos          | -            |              |
| 6.           | 1971. május 19.      | Szófia, Levszki-stadion                 | Bulgária      | 3 – 0        | Magyarország | Eb-selejtező        | -            |              |
| 7.           | 1971. július 22.     | Rio de Janeiro, Maracanã Stadion        | Brazília      | 0 – 0        | Magyarország | barátságos          | -            |              |
| 8.           | 1971. szeptember 1.  | Budapest, Népstadion                    | Magyarország  | 2 – 1        | Jugoszlávia  | barátságos          | -            |              |
| 9.           | 1971. szeptember 25. | Budapest, Népstadion                    | Magyarország  | 2 – 0        | Bulgária     | Eb-selejtező        | 1            | 51'          |
| 10.          | 1971. október 9.     | Párizs, Colombes Stadion                | Franciaország | 0 – 2        | Magyarország | Eb-selejtező        | -            |              |
| 11.          | 1971. október 27.    | Budapest, Népstadion                    | Magyarország  | 4 – 0        | Norvégia     | Eb-selejtező        | -            |              |
| 12.          | 1971. november 14.   | Valletta                                | Málta         | 0 – 2        | Magyarország | vb-selejtező        | -            |              |
| 13.          | 1972. január 12.     | Madrid, Santiago Bernabéu stadion       | Spanyolország | 1 – 0        | Magyarország | barátságos          | -            |              |
| 14.          | 1972. március 29.    | Budapest, Népstadion                    | Magyarország  | 0 – 2        | NSZK         | barátságos          | -            |              |
| 15.          | 1972. május 6.       | Budapest, Megyeri úti stadion           | Magyarország  | 3 – 0        | Málta        | vb-selejtező        | -            | 55'          |
| 16.          | 1972. augusztus 27.  | Nürnberg, Frankenstadion (FRG)          | Magyarország  | 5 – 0        | Irán         | olimpiai csoportkör | -            |              |
|              | 1972. augusztus 29.  | München, Olimpiai Stadion (FRG)         | Magyarország  | 2 – 2        | Brazília     | olimpiai csoportkör | -            | 67'          |
| 17.          | 1973. május 16.      | Karl-Marx-Stadt, Ernst Thälmann Stadion | NDK           | 2 – 1        | Magyarország | barátságos          | -            |              |
| 18.          | 1973. június 13.     | Budapest, Népstadion                    | Magyarország  | 3 – 3        | Svédország   | vb-selejtező        | 1            | 59'          |
| 19.          | 1973. szeptember 26. | Belgrád, JNA stadion                    | Jugoszlávia   | 1 – 1        | Magyarország | barátságos          | -            |              |
| 20.          | 1974. március 31.    | Zalaegerszeg, ZTE stadion               | Magyarország  | 3 – 1        | Bulgária     | barátságos          | -            |              |
| 21.          | 1974. április 17.    | Dortmund, Westfallenstadion             | NSZK          | 5 – 0        | Magyarország | barátságos          | -            |              |
| 22.          | 1974. május 29.      | Székesfehérvár, Sóstói Stadion          | Magyarország  | 3 – 2        | Jugoszlávia  | barátságos          | -            |              |
|              | Összesen             |                                         |               | 22           | mérkőzés     |                     | 3            | gól          |